# Wilhelm von Homburg
Norbert Grupe (25 de agosto de 1940 – 10 de marzo de 2004), más conocido como Wilhelm von Homburg, fue un actor y boxeador alemán popular por sus papeles de villano en algunas producciones de alto perfil en las décadas de 1980 y 1990, incluyendo a Vigo en Ghostbusters II, James en Die Hard y Souteneur en Stroszek de Werner Herzog.
Falleció en 2004 en Puerto Vallarta, víctima de un cáncer de próstata.

## Vida personal
Fue declarado bisexual.

## Filmografía

### Cine
| Año  | Título                         | Papel                      | Notas         |
| ---- | ------------------------------ | -------------------------- | ------------- |
| 1965 | Morituri                       |                            | No acreditado |
| 1966 | The Last of the Secret Agents? | Agente                     |               |
| 1966 | Torn Curtain                   | Blonde Twin in Bus         | No acreditado |
| 1967 | Hotel Clausewitz               | Americano                  |               |
| 1968 | The Devil's Brigade            | Fritz                      |               |
| 1968 | The Hell with Heroes           | Hans                       |               |
| 1968 | The Wrecking Crew              | Gregor                     |               |
| 1970 | Gentlemen in White Vests       | Max Graf                   |               |
| 1976 | The Swiss Conspiracy           | Asesino                    | No acreditado |
| 1977 | Stroszek                       | Souteneur                  |               |
| 1988 | Die Hard                       | James                      |               |
| 1989 | The Package                    | Teniente Koch              |               |
| 1989 | Ghostbusters II                | Vigo, el azote de Carpatia |               |
| 1990 | Midnight Cabaret               | Juan Carlos                |               |
| 1991 | Guerrero de la noche           | Bike                       |               |
| 1991 | Eye of the Storm               | Asesino                    |               |
| 1992 | Diggstown                      | Charles Macum Diggs        |               |
| 1994 | The Silence of the Hams        | Maitre D'                  |               |
| 1994 | In the Mouth of Madness        | Simon                      |               |
| 2002 | Der Boxprinz                   | Él mismo                   | Documental    |

### Televisión
| Año       | Título             | Papel                                      | Notas       |
| --------- | ------------------ | ------------------------------------------ | ----------- |
| 1964      | Gunsmoke           | Otto                                       | 1 episodio  |
| 1966      | T.H.E. Cat         | Tony                                       | 1 episodio  |
| 1966      | Jericho            | Sargento alemán                            | 1 episodio  |
| 1967      | The Invaders       | Injured Alien                              | 1 episodio  |
| 1967-1968 | The Wild Wild West | Herr Hess / Abel Garrison / Gunther Pearse | 3 episodios |
| 2000      | Rosa Roth          | Schorsch                                   | 1 episodio  |